# Yasmine
Yasmine, pseudoniem van Hilde Ludo Frieda Rens (Antwerpen, 3 maart 1972 – Kontich, 25 juni 2009), was een Vlaamse zangeres, televisieomroepster en -presentatrice.
Ze was bekend van programma's als De Rode Loper en Zo is er maar één. In 1990 maakte ze haar debuut als zangeres; in 2006 verscheen haar laatste album, Licht Ontvlambaar.

## Levensloop en carrière

### Jeugdjaren
Hilde Rens werd op 3 maart 1972 in Antwerpen geboren, als jongste dochter met twee oudere zussen en groeide op in Kontich in een Vlaamsgezind en katholiek gezin. Haar moeder was gemeenteraadslid voor de Volksunie in de gemeente Hove.
Hilde Rens was al vroeg bezig met muziek, iets waar haar ouders even aan moesten wennen. Tijdens haar lagereschooltijd was ze lid van het schoolkoor De Konsinjoorkes. Vanaf haar twaalfde volgde ze notenleer en piano aan de plaatselijke muziekacademie en twee jaar later startte ze met klassieke zanglessen bij zangeres Rachel Fabry. Op 3 mei 1986, de dag dat Sandra Kim het Songfestival won, besloot ze definitief om zangeres te worden. Sindsdien deed ze mee aan diverse talentenjachten. Ook speelde ze in een coverbandje, Precious Limits, met onder meer Pascale Michiels en Tom Van Landuyt.
Ze wilde haar droom waarmaken met te studeren op de kunstschool, maar daarin botste ze met haar ouders, die haar naar de studie Communicatiemanagement aan de Katholieke Hogeschool Mechelen stuurden. Ze stopte ermee in het tweede jaar. Om verdere conflicten met haar ouders uit de weg te gaan, mede door het afwijzen van het katholieke geloof, trok ze in bij haar zus en schoonbroer. Na enkele maanden keerde de rust terug tussen Hilde en haar ouders.

### Muziek

#### Beginjaren
Met Don't Cry for Me Argentina van Julie Covington maakte Rens in 1989 haar debuut in De Soundmixshow. Na haar deelname aan Golden Voice Soundmix een jaar later, werd ze ontdekt door Frank Arkesteyn, die sindsdien fungeerde als haar manager. In die periode werd ook besloten dat Hilde als artiest voortaan door het leven zou gaan als Yasmine. Volgens Rens' mama waren ze op reis in Spanje toen Hilde 10 jaar oud was en vroegen ze naar de vertaling van een welbepaalde bloem, jasmijn. Daarop zou Hilde gezegd hebben: "Mama, ik weet wat mijn artiestennaam wordt als ik later zangeres ben, Yasmine!".
In het begin van haar carrière verscheen Yasmine in enkele reclamespots en maakte ze deel uit van het promotieteam van VTM. In 1991 bemachtigde ze een platencontract. Ze werd de richting van de commerciële dance op gestuurd en was vanaf haar eerste single, Wie Denk Jij Wel Dat Je Bent?, een groot succes bij onder andere 10 om te zien. Er kwam al snel een debuutalbum (Mooi Zo), waar nog vier singles van kwamen - Vraag Me Niet Waarom, Hoog In De Wolken, Zeven Dagen en Twijfels. Teksten waren van de hand van Olivier Adams, Maurice Engelen, Nikkie Van Lierop en Fred Bekky. De titeltrack is een cover van Poison, een nummer van Lisa Stansfield. In 1993 volgde het album Als Jij Dat Wil, dat de lijn van Yasmines debuut volgde. Singles waren Waar Jij Gaat, In De Regen Gedanst, In Kleur en de titeltrack Als Jij Dat Wil.

#### Omslag
Yasmine kreeg genoeg van het leven als dancezangeres en besloot dat ze een andere, meer persoonlijke richting op wilde met haar muziek, ook al betekende dat wat minder inkomsten. Ze hield erg van artiesten als Daniel Lanois, Emmylou Harris, Joni Mitchell en Leonard Cohen en wilde meer poëtische teksten op muziek zetten. Ze verbrak haar platencontract bij Antler-Subway/ARS en tekende een volgende bij Dino Music. Voor het album Portfolio verzamelde ze een totaal andere ploeg om zich heen, met onder meer Eric Melaerts, Jody Pijper en Piet Van den Heuvel. De singles Ik Was Zo Graag Bij Jou Gebleven, Ik Tover Jou, Diep In Mij en Nooit Nog een Andere en het album waren een groot succes en Portfolio leverde Yasmines eerste gouden plaat op.
In 1997 had ze een flinke hit met Porselein, een nummer geschreven door Stefaan Fernande, iemand die Yasmine enkel kende door enkele interviews, maar haar naar eigen zeggen toch perfect kon typeren. De single ging vooraf aan de verschijning van het vierde album, dat aanvankelijk Gouden Momenten genoemd zou worden, maar later toch de titel Prêt-à-Porter meekreeg. Ook deze cd werd goud, mede door het succes van singles Kikkerkoel, Da's Een Goede Vraag en Altijd Weer Tikt De Klok. Deze laatste song werd gecomponeerd door haar producer Eric Melaerts op een tekst van Elisabeth Eriksson. Ter promotie van het album ging ze voor het eerst met een live band op tournee.
Meisjes Aan De Macht, Slaaf en Ik Hou Van Jou Zonder Meer werden de goed ontvangen singles van het album Blauw (1999). Songwriters van dienst waren onder andere Piet Van den Heuvel, Stefaan Fernande, Elisabeth Eriksson, Eric Melaerts, Marc Vanhie en Evert Verhees. Ook had Yasmine in 1999 ook een opmerkelijk duet met Frank Boeijen. Suzanne belandde op Boeijens album De Ballade van de Dromedaris; op de single stond tevens Yasmines Vrije Val. In 2000 vormde ze samen met Truus Druyts en Meredith Vedts het groepje De Miekes. Ze brachten een Antwerpse vertaling van Fire (Vuur) van The Pointer Sisters uit op single. Eerder was Yasmine met Geena Lisa en Druyts een gelijkaardig project gestart, De Minetten.
Ken Je Dat Gevoel was de eerste single van Yasmines titelloze zesde album. Het nummer kende weinig succes, maar Yasmine wist haar carrière weer vlot te trekken met haar album, de rol van prinses Yasmine in de musical Alladin en een theatertournee. Naast de singles Ken Je Dat Gevoel, November en Geen Grenzen, stond het album vol met liedjes geschreven door Frank Vander Linden, Frank Boeijen, Miguel Wiels en Stefaan Fernande. Huis, een cover van Lamp, Lazerus & Kris, werd opgedragen aan Yasmines toenmalige partner, Marianne. Daarnaast bemachtigde de zangeres in 2001 opnieuw de rechten van haar vorige albums.

#### Laatste projecten
In 2004 stond Yasmine tien jaar op de planken. Dit vierde zij met het verzamelalbum Liefde en Liedjes en de gelijknamige tournee, waarmee ze ook door Vlaanderen trok. In datzelfde jaar begon ze samen met Marc Heindrickx aan een project rondom songs van Leonard Cohen. Eigenlijk zou het een Engelstalige plaat worden, maar uiteindelijk werden alle songs van Cohen vertaald in het Nederlands voor Vandaag, het Morgen van Gisteren. Van dit album kwam in 2005 ook een dvd uit van de concertregistratie. In 2005 vergezelde Yasmine Thé Lau tijdens zijn Nederlandse tournee Overspel; ze bracht daar enkele songs van Cohen ten gehore, evenals een duet met Thé Lau.
Licht Ontvlambaar, wat Yasmines laatste album zou worden, kwam in 2006 uit. Ze putte veel inspiratie uit de artiest die ze op haar vorige album coverde, meer bepaald door de nadruk te leggen op het vertellen van een verhaal. Het album ontving goede kritieken, niet alleen van fans en critici, maar ook van collega-muzikanten. Ze toerde door Vlaanderen met de show Licht Ontvlambaar, waarvan ook een dvd werd uitgebracht.
In 2008 en 2009 toerde ze in opdracht van het Davidsfonds door Vlaanderen met Yasmine Houdt Woord, een tournee met poëzie als centraal punt, begeleid met akoestische muziek. Tevens werd er een gedichtenbundel uitgebracht onder dezelfde naam, met als extraatje een cd.

### Radio & televisie
Yasmine begon haar carrière als presentatrice in 1992 bij Studio Brussel, waar ze het programma 10 Spirit presenteerde. Een jaar later stapte ze over naar VTM, waar ze aan de zijde van Erik Goossens Super 50 mocht presenteren en voor een jaar in 10 om te zien het stokje overnam van Bea Van der Maat. Daarnaast was ze de stem van Tafel 9 op Radio Contact. In 1998 stond ze als vj mee aan de wieg van TMF Vlaanderen, waar ze de presentatie verzorgde van programma's als Yasmine Factory en Yasmine XL.
In 2000 stapte ze definitief over naar de VRT, waar ze bij Donna een eigen programma kreeg. Ook speelde ze in 2001 mee in de musical Alladin, waarin ze de rol van prinses Yasmine vertolkte. Sinds 2002 fungeerde ze als omroepster bij één. Daarnaast presenteerde ze in 2004 de quiz Memento en verscheen ze in diverse programma's, als Het Swingpaleis en De Notenclub. In 2005 stopte ze bij Donna, omdat ze zich niet kon verzoenen met de nieuwe, snellere manier van radiomaken.
Daarnaast was ze tussen 2001 en 2008 een van de vaste presentatrices van het showbizzprogramma De Rode Loper en in 2009 was ze de tijdelijke vervanging voor Katja Retsin. In 2006 was ze jurylid bij de preselecties van Eurosong, naast Marcel Vanthilt, Johnny Logan en André Vermeulen. Vanaf datzelfde jaar presenteerde Yasmine op één het programma Zo Is Er Maar Één, een muziekprogramma waarin wordt gezocht naar het beste Nederlandstalige lied. Er werden vier seizoenen op antenne gebracht; tijdens het laatste seizoen werd besloten om het programma niet terug te laten keren in het nieuwe televisieseizoen.
In 2009 was Yasmine lid van de Raad van de Gouden Plaat, die werd opgericht voor het één-programma Hartelijke Groeten Aan Iedereen.

### Persoonlijk

#### Liefdadigheid
Yasmine was sinds 1998 meter van Make-A-Wish Belgium, maar was er in 1994 al even bij betrokken toen ze de opbrengst van haar single Dromen Van Het Leven aan de organisatie schonk.
Daarnaast zette ze zich in voor diverse goede doelen, vooral muzikaal. Zo zong ze tussen 1992 en 2002 zeven nummers ten voordele van Levenslijn Kinderfonds, in 1998 met The Hope Band voor Artsen Zonder Grenzen, in 1999 voor Kosovo, in 2002 voor GAIA en in 2005 voor Tsunami 12-12 en Pakistan. Op 1 oktober 2006 nam ze in Antwerpen deel aan het 0110-concert.
In 2008 maakte Yasmine de song Zus, ten voordele van ngo Wereldsolidariteit. Het nummer zet "straffe madammen uit het Zuiden" in de kijker.

#### Holebi-icoon
Vanaf haar veertiende had Yasmine een relatie met Dieter Troubleyn, maar rond haar twintigste werd ze voor het eerst verliefd op een vrouw. Vier jaar later kwam ze ervoor uit lesbisch te zijn. Een van haar eerste singles, Hoog In De Wolken, was een knipoog, "die weliswaar niemand begrepen heeft."
Yasmine was blij dat haar omgeving goed reageerde op haar coming-out, zeker omdat ze destijds al samenwoonde met een vrouw. Toch had ze niet de behoefte om te koop te lopen met haar geaardheid. Ze werd een belangrijk rolmodel voor holebi's, iets waar ze vrede mee had. In 2005 werd ze op de website van de holebi-jeugdbeweging Wel Jong Niet Hetero verkozen tot de Grootste Holebibelg.

#### Liefdesleven
Na haar relatie met Dieter Troubleyn en een korte romance met een collega van TMF, had Yasmine een relatie met presentatrice Alexandra Potvin. Na enkele jaren ging het koppel uit elkaar; voor Yasmine was dit een zware tijd en begreep ze waarom mensen aan zelfdoding denken.
In 2001 kwam ze via een gemeenschappelijke vriendin in contact met Marianne Dupon, winnares van De Mol een jaar eerder. Yasmine had het programma nooit gezien en wist niet wie Marianne was. Daarnaast hadden ze allebei een aantal relaties achter de rug en wilden ze even een tijdje alleen zijn. Er was geen sprake van liefde op het eerste gezicht, maar uiteindelijk werd duidelijk dat er toch een klik was tussen de twee. Het koppel trouwde op 30 augustus 2003 in Edegem, als eerste homoseksuele BV-koppel.
Na acht jaar samenzijn, waarvan zes jaar huwelijk, werd eind april 2009 de breuk tussen Yasmine en Marianne bekendgemaakt.

### Overlijden
Nadat Dupon haar verlaten had, woonde Yasmine bij haar zus Anja in Kontich. Yasmine was door haar depressie erg vermagerd, maar deed de berichten over haar verminderde levenslust af als onzin. "Ik ben al gelukkiger geweest. Maar ik red me heus wel." Ze werd begeleid door een arts die haar antidepressiva en verplichte rust voorschreef. Twee dagen voor haar dood belandde ze in het ziekenhuis na een slechte reactie op de medicatie.
Het weekend voor haar dood logeerde Yasmine bij hartsvriendin en oud-collega Martine Prenen. Hoewel Yasmines donkere kant de laatste maanden de overhand nam, was Prenen ervan overtuigd dat Yasmine wel door de moeilijke periode zou komen.
Twee dagen later, 25 juni, rond acht uur 's ochtends, verliet Yasmine haar verblijfplaats. Omdat het niet "haar stijl" was om weg te gaan zonder iets te zeggen, werd ze als vermist opgegeven. De politie startte meteen een buurtonderzoek, waaruit bleek dat Yasmine rond het middaguur nog een pakje sigaretten gekocht had in een krantenwinkel - Yasmine was een verstokte roker. Omstreeks twee uur in de namiddag werd Yasmine door een agent dood aangetroffen bij een schuur op een braakliggend terrein nabij de Doopput. Er werd geen poging meer gedaan om te reanimeren.

#### Reacties
Collega's en vrienden, als Alexandra Potvin, Dieter Troubleyn, Miguel Wiels, Geena Lisa Peeters en Jo De Poorter reageerden verslagen. Bij Yasmines naaste collega's van De Rode Loper kwam het nieuws hard aan.
Klaas Delrue, ook een goede vriend van Yasmine, schreef over haar dood het lied 'Veel te mooie dag', dat verscheen op het album Welkenraedt van Yevgueni.
Na het overlijden van Yasmine werd de Zelfmoordlijn drie keer vaker gebeld dan anders. Volgens de woordvoerster van het Centrum ter Preventie van Zelfdoding gebruikten veel mensen de dood van de zangeres als insteek om hun eigen verhaal te vertellen. Volgens het CPZ is de stijging onder meer te danken aan de inspanningen van de diverse media om hulpverleningsadressen in hun berichtgeving op te nemen.

#### Herdenking
De VRT paste het uitzendschema aan op Eén en Canvas. Op Eén werd de omroepster van dienst van het scherm gehaald en vervangen door een neutrale achtergrondstem om de programma's van die avond aan te kondigen. De reguliere uitzending van De Rode Loper werd geschrapt en vervangen door een fragment van de concertregistratie van Licht Ontvlambaar. Ook op 26 juni werd de volledige uitzending aan Yasmine gewijd en op 2 juli bracht De Rode Loper een hommage aan Yasmine in de vorm van de documentaire Van Porselein, met reacties van vrienden en collega's. Weekblad Story bracht op 27 juni een extra editie uit, met reacties van collega's en vrienden en een overzicht van Yasmines leven.
Fans van Yasmine verzamelden op 26 en 28 juni in de buurt van de plek waar de zangeres zich van het leven beroofde, om haar met kaarsen en bloemen een laatste groet te brengen. Bij het gemeentehuis van Edegem, Yasmines woonplaats, werd een rouwregister geopend. Oorspronkelijk zou het enkel op 26 en 27 juni te ondertekenen zijn, maar vanwege de hoge opkomst werd de mogelijkheid het rouwregister te tekenen met enkele dagen verlengd.

#### Uitvaart
De familie van Yasmine organiseerde de uitvaart samen met Marianne en haar familie.
Yasmine is op vrijdag 3 juli 2009 gecremeerd in het crematorium Schoonselhof in Wilrijk, in het bijzijn van familie en vrienden. De aansluitende herdenkingsdienst werd daarnaast ook bijgewoond door de pers. Fans en andere geïnteresseerden konden de dienst buiten op een groot scherm volgen. Na de dienst had iedereen de mogelijkheid om de urne van Yasmine te groeten. De VRT deed uitgebreid verslag van de ceremonie, voornamelijk voor Het Journaal. Radio 1, Radio 2 en MNM brachten allemaal een hommage aan Yasmine door nummers van haar te draaien en verslag te doen van de dienst. Op één was de hele dag geen omroepster te zien, aangezien alle omroepsters bij de begrafenis aanwezig waren.
Na de dienst werd Yasmines urne bijgezet in familiale kring op het kerkhof van Edegem. Later werd haar graf verplaatst naar Kontich, waar ze samen met haar zus een plaats deelt.

## Discografie
Zie ook: Discografie van Yasmine
Gedurende haar carrière bracht Yasmine acht studioalbums uit, namelijk:
- 1991 · Mooi Zo
- 1993 · Als Jij Dat Wil
- 1995 · Portfolio
- 1997 · Prêt-a-Porter
- 1999 · Blauw
- 2001 · Yasmine
- 2004 · Vandaag, Het Morgen Van Gisteren
- 2006 · Licht Ontvlambaar

Daarnaast verschenen er tal van singles en maakte de zangeres deel uit van andere projecten. Zo leende ze haar stem vaak voor nummers ten voordele van een goed doel.

### Postume uitgaven
- 2009 · Liefde en Liedjes: Carrière / Afscheid (heruitgave, exclusief bij Story)[29]
- 2009 · Yasmine (heruitgave, exclusief bij Free Record Shop)
- 2017 · Kwart voor tijd (nieuwe single op basis van een nagelaten demo[30])

### Hitnoteringen
| Album met hitnotering(en) in de Vlaamse Ultratop 200 albums | Datum van verschijnen | Datum van binnenkomst | Hoogste positie | Aantal weken | Opmerkingen          |
| ----------------------------------------------------------- | --------------------- | --------------------- | --------------- | ------------ | -------------------- |
| Portfolio                                                   | 1995                  | 04-11-1995            | 15              | 8            |                      |
| Prêt-à-porter                                               | 1997                  | 03-05-1997            | 12              | 17           |                      |
| Blauw                                                       | 1999                  | 12-06-1999            | 13              | 8            |                      |
| Yasmine                                                     | 2001                  | 27-10-2001            | 13              | 4            |                      |
| Liefde en liedjes 1994-2004                                 | 2004                  | 10-04-2004            | 16              | 13           | Platina              |
| Vandaag (het morgen van gisteren)                           | 2004                  | 25-09-2004            | 8               | 11           |                      |
| Licht ontvlambaar                                           | 2006                  | 04-11-2006            | 63              | 3            |                      |
| Back to back                                                | 2010                  | 03-07-2010            | 3               | 33           | met Ann Christy Goud |
| 5X haar mooiste                                             | 2010                  | 24-07-2010            | 54              | 6            |                      |

## Media

### Televisie
- 10 om te zien (VTM; 1992 (tijdelijke vervanging), 1996 (tijdelijke vervanging)).
- Super 50 (VTM; 1992-1995), met Erik Goossens.
- Vlaanderen Boven (VTM; 1997), met Deborah Ostrega en Anne De Baetzelier.
- Yasmine Factory (TMF; 1998).
- Yasmine XL (TMF; 1999).
- De Rode Loper (één, 2001-2008, 2009 (tijdelijke vervanging)).
- Omroepster (één, 2002-2009).
- Aan tafel (één, 2002).
- Memento (één, 2004).
- Zo is er maar één (één, 2006-2009).

### Radio
- Teen Spirit (Studio Brussel; 1992).
- Tafel 9 (Radio Contact; 1993).
- Diva (Donna, 2000-2004)
- Yasmine (Donna, 2004-2005).

### In een bijrol
- Samson en Gert (TV1).
- Biebabeloela (één).
- De Notenclub (TROS).
- De Notenclub (één).
- De Leukste Eeuw Van... (één, 2003), te gast met Pol Goossen.
- Fata Morgana (één, 2006), als uitdager Pyjamaparty in Scherpenheuvel-Zichem.
- Eurosong '06 (één, 2006), als jurylid.
- Eurovisiesongfestival 2006 (één, 2006), bekendmaken uitslag Belgische televoting.
- Hartelijke Groeten Aan Iedereen (één, 2009), als lid van de Raad van de Gouden Plaat.
- Mag Ik U Kussen? (Canvas, 2009).

## Prijzen en nominaties
- 1995: Portfolio wordt goud.
- 1995: Nominatie voor Het Gouden Oog (VTM) voor beste zangeres.
- 1997: Prêt-a-Porter wordt goud.
- 1997: Zomerhit 1997 voor Beste Nederlandstalige Opname (Porselein)
- 1999: Zomerhit 1999 voor Beste Nederlandstalige Lied (Ik Hou Van Jou Zonder Meer)
- 2006: Tweede plaats Expreszo 100.[31]
- 2009: TMF Award 'We Will Never Forget You'.[32]
- 2009: Postuum opgenomen in de Radio 2-Eregalerij voor een leven vol muziek.